# Agnes Schmitto
Agnes Friis Schmitto (14. december 1875 i Hammel Sogn – 24. januar 1953 i København) var en dansk dyreværnsforkæmper, som virkede for Foreningen til værn for værgeløse dyr, i dag Dyreværnet, som formand 1918 til 1924. Hun udvirkede at foreningen kunne åbne et internat med plads til ca. 100 dyr på Peter Bangsvej. Fra 1929 til 1949 var hun formand for Dyreværnsforeningen Svalen.
I dag er fru Schmitto nok primært kendt på grund af Poul Henningsens sang Ølhunden glammer fra 1929, hvor Osvald Helmuth sang om "Fru Agnes Schmitto, som beskytter den mindste moskito".